# Marek Bik
Marek Bik (ur. 21 stycznia 1962 w Rybniku) – polski działacz opozycji antykomunistycznej w okresie PRL, działacz Konfederacji Polski Niepodległej (KPN), więzień polityczny w latach 1982–1983.

## Życiorys
Po ukończeniu w 1982 r. nauki w XIV Liceum Ogólnokształcącym im. Mikołaja Kopernika w Krakowie, w latach 1983–1984 pracował w Zakładzie Doświadczalnym Akademii Rolniczej w Krakowie, a w latach 1985–1990 w Zakładzie Instalacji Sanitarnych w Krakowie. Później, w latach 1990–1993 był współwłaścicielem księgarni w Krakowie, a następnie (do 1996) Klubu Jemioła w tym samym mieście. Od 2003 do 2008 mieszkał w Wielkiej Brytanii.

## Działalność opozycyjna i represje
W działalność opozycyjną zaangażował się w 1979 r., był uczestnikiem demonstracji w Krakowie upamiętniającej święto 11 listopada. 27 kwietnia 1980 r. wraz z Jerzym Mohlem przy studzience nazwanej później imieniem Badylaka na Rynku Głównym w Krakowie w miejscu samospalenia Walentego Badylaka zorganizowali demonstrację upamiętniającą 40 rocznicę zbrodni katyńskiej. Został po niej zatrzymany i przesłuchiwany przez SB. W 1981 r. współpracował z Sekcją Informacji Zarządu Regionu Małopolska NSZZ „Solidarność” rozklejając w Krakowie plakaty i ulotki. Dwukrotnie był przy tych pracach zatrzymywany przez SB. Jesienią 1981 r. został członkiem Komitetu Obrony Więzionych za Przekonania. W listopadzie 1981 r. wstąpił do Konfederacji Polski Niepodległej (KPN).
Po wprowadzeniu stanu wojennego uczestniczył w strajkach okupacyjnych w zajezdni tramwajowej MPK Podgórze w Łagiewnikach, a następnie w zajezdni autobusowej MPK Czyżyny w Krakowie trwających w dniach 13–15 grudnia 1981 r. Później, od 17 grudnia 1981 do czerwca 1982 był członek Kierownictwa Akcji Bieżącej KPN w Krakowie, współorganizatorem i uczestnikiem demonstracji 13 marca i 13 kwietnia 1982 na Rynku Głównym w Krakowie, a także współorganizatorem i uczestnikiem akcji plakatowych, ulotkowych, i innych form działalności opozycyjnej.
24 czerwca 1982 r. został aresztowany przez SB, a po śledztwie został 9 listopada 1982 r. przez Sąd Warszawskiego Okręgu Wojskowego w trybie doraźnym, specjalnym, zaostrzonym trybie orzekania kary, skazany na 3 lata pozbawienia wolności. Oskarżony został o to że „działając w celu obalenia przemocą ustroju Polskiej Rzeczypospolitej Ludowej, w ramach nielegalnej organizacji występującej pod nazwą „Konfederacja Polski Niepodległej”” podjęli wspólnie z innymi osobami „czynności przygotowawcze do urzeczywistnienia tego celu”, co się przejawiało tym, że „gromadził, przechowywał, rozpowszechniał oraz metodą sitodruku [...] wykonał w celu rozpowszechnienia kilkaset pism i ulotek o treści zwierającej fałszywe wiadomości mogące wywołać niepokój publiczny lub rozruchy”. Był osadzony w zakładach karnych we Wrocławiu i Strzelinie, skąd został zwolniony 3 sierpnia 1983 r. na podstawie amnestii uchwalonej 22 lipca 1983 r. (10 lat później, wyrokiem z dnia 30 czerwca 1992 r. Izby Wojskowej Sądu Najwyższego został od tych zarzutów uniewinniony).
Po wyjściu na wolność kontynuował działalność opozycyjną, był m.in. współorganizatorem Marszu Szlakiem Kadrówki w 1984 r., a następnie współzałożycielem i działaczem Inicjatywy Obywatelskiej w Obronie Praw Człowieka Przeciw Przemocy. Po odesłaniu w październiku 1985 r. książeczki wojskowej, mimo studiowania, został powołany do odbycia służby wojskowej w jednostce w Przemyślu, skąd jednak ze względu na postawę został po kilkunastu dniach wydalony. Był współzałożycielem i działaczem Ruchu Wolność i Pokój (WiP), m.in. współorganizatorem i uczestnikiem większości demonstracji i akcji organizowanych przez WiP na terenie Polski. Brał udział w głodówkach protestacyjnych: w 1985 (po zabójstwie ks. Jerzego Popiełuszki) w Bieżanowie (Kraków) i w 1987 w Bydgoszczy. W kwietniu–maju 1988 był uczestnikiem strajku w Hucie im. Lenina, a w sierpniu 1988 był osobą wspomagającą strajk w Hucie Stalowa Wola.
Był wielokrotnie zatrzymywany i przesłuchiwany przez SB, a także w latach 1984–1988 skazywany przez Kolegia do spraw wykroczeń w Gdańsku-Wrzeszczu, Jędrzejowie, Krakowie, Stalowej Woli i Warszawie za swoją działalność. W latach 1990–2003 uczestniczył w manifestacjach anarchistycznych, ekologicznych i proczeczeńskich, a w 1991 r. był współorganizatorem i uczestnikiem akcji protestacyjnej „Tama Tamie” w Czorsztynie.
Od 2015 r. jest magazynierem zbiorów muzealnych w Muzeum Armii Krajowej w Krakowie.

## Ordery
Postanowieniem z dnia 18 marca 2010 r. został przez Prezydenta Lecha Kaczyńskiego – „za wybitne zasługi w działalności na rzecz przemian demokratycznych w Polsce, za osiągnięcia w podejmowanej z pożytkiem dla kraju pracy zawodowej i społecznej”- odznaczony Krzyżem Komandorskim Orderu Odrodzenia Polski.
W 2016 został odznaczony Krzyżem Wolności i Solidarności.
W 2023 otrzymał Medal „Pro Bono Poloniae”.